# Axel Lewenhaupt (diplomat)
Axel Charles-Emil Lewenhaupt, född 27 maj 1917 i Helsingborgs stadsförsamling, Malmöhus län, död 20 november 2018 i Stockholms Oscars distrikt, Stockholms län, var en svensk greve, överceremonimästare och diplomat.

## Biografi
Lewenhaupt avlade reservofficersexamen 1938 och juris kandidatexamen i Uppsala 1942. Han blev attaché vid Utrikesdepartementet (UD) 1943, tjänstgjorde i Rom 1943, Berlin 1944, Helsingfors 1945, var andre sekreterare vid UD 1948, Madrid 1952, förste legationssekreterare i Madrid 1953, förste sekreterare vid UD 1956, byråchef vid UD 1958, ambassadråd i Washington 1960–1962, ambassadör i Léopoldville 1962–1963, biträdande chef vid UD:s politiska avdelning 1964–1965, dess administrativa avdelning 1965–1967, ambassadör i Bangkok 1967–1970, New Delhi, jämväl Colombo och Katmandu 1970-1975, Belgrad 1975–1978, jämväl i Tirana, tjänstgjorde vid UD 1978–1979 och var ambassadör i Rom, jämväl i Valletta 1979–1983. Lewenhaupt var ombud vid handelsavtalsförhandlingar med Spanien, Sovjetunionen med flera 1952–1958, FN:s generalförsamling 1973 samt ständigt ombud vid FN:s livsmedels- och jordbruksorganisation 1979–1983.  Han var överceremonimästare 1983–1988.
Axel Lewenhaupt var son till översten, greve Gustaf Lewenhaupt och friherrinnan Elisabeth Ramel. Han gifte sig första gången 1944 med Elsa Rudberg (1918–1990) och andra gången 1991 med grevinnan Louise Ehrensvärd (1925–2014), dotter till generalen greve Carl August Ehrensvärd och grevinnan Gisela Bassewitz.

## Utmärkelser
- Kommendör av första klass av Nordstjärneorden, 3 december 1974.[6]
- Storofficer av Etiopiska Stjärnorden, senast 1962.[7]
- Riddare av Finlands Vita Ros’ orden, senast 1950.[8]
- Kommendör av Iranska Kronorden, senast 1962.[7]
- Storkors av Italienska republikens förtjänstorden, 6 oktober 1983.[9]
- Riddare av Italienska kronorden, senast 1947.[10]
- Kommendör av Spanska Civilförtjänstorden, senast 1962.[7]
- Riddare av Ungerska republikens förtjänstorden, senast 1950.[8]
- Kommendör av Österrikiska förtjänstorden, senast 1962.[7]